# 252 Clementina
252 Clementina è un asteroide della fascia principale del diametro medio di circa 69,29 km. Scoperto nel 1885, presenta un'orbita caratterizzata da un semiasse maggiore pari a 3,1629931 UA e da un'eccentricità di 0,0735900, inclinata di 10,05094° rispetto all'eclittica.
L'origine del suo nome è sconosciuta.